# Przeździęk Mały
Przeździęk Mały (dawniej Klein Przesdzienk, od 1900 Klein Dankheim) – wieś w Polsce położona w województwie warmińsko-mazurskim, w powiecie szczycieńskim, w gminie Wielbark. W latach 1975–1998 miejscowość administracyjnie należała do województwa olsztyńskiego.
Niestandardyzowaną częścią wsi jest Sadek, dawniej oddzielna gromada w gminie Muszaki w powiecie nidzickim w województwie olsztyńskim. W 1954 włączony do gromady Róg
Mała wieś mazurska położona ponad 10 km na południowy wschód od Wielbarka.

## Historia
Wieś założona w ramach osadnictwa szkatułowego w 1686 r.

## Zabytki
- Szkoła z końca XIX w., murowana, z czerwonej cegły.
- Drewniana chałupa (nr 16) z przełomu XIX i XX w.
- Cmentarz wojenny z okresu pierwszej wojny światowej, położony na północnym krańcu wsi, z pochowanymi dwoma oficerami i 13 żołnierzami armii rosyjskiej.

Zobacz też: Przeździęk Wielki